# Liste des œuvres publiques à Nantes
Pour un article plus général, voir Liste des œuvres d'art de la Loire-Atlantique.
Cet article vise à recenser les œuvres d'art public à Nantes, en France.

## Liste
Les œuvres sont classées par ordre chronologique d'installation, dans la mesure des informations disponibles.

### Sculptures
| Œuvre                                                  | Auteur                           | Localisation                                                            | Notes | Installation | Coordonnées                        | Illustration                                   |
| ------------------------------------------------------ | -------------------------------- | ----------------------------------------------------------------------- | --- | ------------ | ---------------------------------- | ---------------------------------------------- |
| Colonne Louis-XVI                                      | Dominique Molknecht              | Sur la place Maréchal-Foch                                              | | 1823         | 47° 13′ 10″ nord, 1° 32′ 59″ ouest | Colonne Louis-XVI                              |
| Statue de Pierre Cambronne                             | Jean Debay                       | Cours Cambronne                                                         | Représente Pierre Cambronne. | 1848         | 47° 12′ 43″ nord, 1° 33′ 47″ ouest | Pierre Cambronne                               |
| Statue de Sainte Anne                                  | Amédée Ménard                    | Rue de l'Hermitage                                                      | | 1871         | 47° 12′ 06″ nord, 1° 34′ 39″ ouest | Sainte Anne                                    |
| Statue d'Anne de Bretagne                              | Émile Gaucher                    | Cours Saint-Pierre                                                      | Représente Anne de Bretagne. Remplace l'originale en bronze de 1822 réalisée par Dominique Molknecht. | 1896         | 47° 13′ 03″ nord, 1° 32′ 53″ ouest | Statue d'Anne de Bretagne                      |
| Statue d'Arthur III de Bretagne                        | Émile Gaucher                    | Cours Saint-Pierre                                                      | Représente Arthur III de Bretagne. Remplace l'originale en bronze de 1822 réalisée par Dominique Molknecht. | 1896         | 47° 13′ 03″ nord, 1° 32′ 53″ ouest | Statue d'Arthur III de Bretagne                |
| Statue de Bertrand du Guesclin                         | Émile Gaucher                    | Cours Saint-André                                                       | Représente Bertrand du Guesclin. Remplace l'originale en bronze de 1822 réalisée par Dominique Molknecht. | 1896         | 47° 13′ 16″ nord, 1° 33′ 05″ ouest | Statue de Bertrand du Guesclin                 |
| Statue d'Olivier V de Clisson                          | Émile Gaucher                    | Cours Saint-André                                                       | Représente Olivier V de Clisson. Remplace l'originale en bronze de 1822 réalisée par Dominique Molknecht. | 1896         | 47° 13′ 17″ nord, 1° 33′ 04″ ouest | Statue d'Olivier V de Clisson                  |
| Statue du général Émile Mellinet                       | Laurent Marqueste                | Sur la place Général-Mellinet                                           | Représente Émile Mellinet. | 1897         | 47° 12′ 41″ nord, 1° 34′ 35″ ouest | Statue du général Émile Mellinet               |
| Statue du colonel Georges de Villebois-Mareuil,        | Raoul Verlet                     | Sur la place de la Bourse                                               | Représente Georges de Villebois-Mareuil. | 1902         | 47° 12′ 45″ nord, 1° 33′ 32″ ouest | Statue du colonel Georges de Villebois-Mareuil |
| Statue équestre de Jeanne d'Arc                        | Charles-Auguste Lebourg          | Sur la place des Enfants-Nantais                                        | Représente Jeanne d'Arc. | 1906         | 47° 13′ 44″ nord, 1° 32′ 34″ ouest | Statue équestre de Jeanne d'Arc                |
| Les Cerfs au repos                                     | Georges Gardet                   | Dans le jardin des plantes                                              | Statue intégralement restaurée en 2018. Il existe deux copies de cette statue : l'une dans le parc de Sceaux dans les Hauts-de-Seine en France, et l'autre une dans un parc du quartier de Palermo à Buenos Aires en Argentine. | 1908         | 47° 13′ 08″ nord, 1° 32′ 28″ ouest | Les Cerfs au repos                             |
| Élisa Mercœur                                          | Sébastien de Boishéraud          | Dans le jardin des plantes                                              | Représente Élisa Mercœur. | 1909         | 47° 13′ 12″ nord, 1° 32′ 41″ ouest | Élisa Mercœur                                  |
| Le Premier Miroir                                      | Camille Alaphilippe              | Dans le jardin des plantes                                              | | 1909         | 47° 13′ 11″ nord, 1° 32′ 32″ ouest | Le Premier Miroir                              |
| Monument à Jules Verne,                                | Georges Bareau et Jean Mazuet    | Dans le jardin des plantes                                              | Représente Jules Verne. Le buste original en bronze est fondu en 1942, dans le cadre de la mobilisation des métaux non ferreux. Un buste de remplacement en pierre réalisé par Jean Mazuet est installé en 1945.                | 1910 et 1945 | 47° 13′ 14″ nord, 1° 32′ 32″ ouest | Monument à Jules Verne                         |
| Buste du docteur Jean-Marie Écorchard                  | Alain Douillard                  | Dans le jardin des plantes                                              | Représente Jean-Marie Écorchard. L'original de 1921 réalisé par Charles-Auguste Lebourg est fondu sous le régime de Vichy, dans le cadre de la mobilisation des métaux non ferreux.                                             | 1981         | 47° 13′ 11″ nord, 1° 32′ 40″ ouest | Image manquante                                |
| L'Épave                                                | Paul Auban                       | Dans le square Maurice-Schwob                                           | | 1926         | 47° 12′ 04″ nord, 1° 34′ 53″ ouest | L'Épave                                        |
| Le Bûcheron                                            | Edmond Chrètien                  | Dans le parc de Procé                                                   | Également nommé La Forêt ou L'industrie forestière. Érigée en 1878 sur la grande terrasse du palais du Trocadéro à Paris. | 1936         | 47° 13′ 33″ nord, 1° 34′ 56″ ouest | Le Bûcheron                                    |
| La Moissonneuse                                        | Denis Gélin                      | Dans le jardin des plantes                                              | | 1940         | 47° 13′ 08″ nord, 1° 32′ 30″ ouest | Image manquante                                |
| Buste du docteur Ange Guépin,                          | Alfred Benon                     | Sur la place Delorme                                                    | Représente Ange Guépin. La statue originale en bronze réalisée par Charles-Auguste Lebourg est fondue sous le régime de Vichy, dans le cadre de la mobilisation des métaux non ferreux.                                         | 1945         | 47° 12′ 54″ nord, 1° 33′ 50″ ouest | Image manquante                                |
| Buste d'Eugène Livet,                                  | Charles-Eugène Breton            | Sur la place Eugène-Livet                                               | Représente Eugène Livet. L'original de 1933 en bronze réalisé par Charles-Auguste Lebourg est fondu en 1944, dans le cadre de la mobilisation des métaux non ferreux.                                                           | 1946         | 47° 12′ 41″ nord, 1° 34′ 03″ ouest | Image manquante                                |
| Buste de Jean-Baptiste Daviais                         | Alfred Benon                     | Dans le square Jean-Baptiste-Daviais                                    | Représente Jean-Baptiste Daviais. | 1946         | 47° 12′ 43″ nord, 1° 33′ 29″ ouest | Buste de Jean-Baptiste Daviais                 |
| Bas-relief                                             | Raymond Delamarre                | Sur la façade de la chapelle de l'hôtel-Dieu                            | | 1963         | 47° 12′ 29″ nord, 1° 33′ 21″ ouest | Bas-relief                                     |
| Monument à Jacques Cassard                             | Jean Bruneau                     | Rue de l'Hermitage                                                      | Représente Jacques Cassard. | 1979         | 47° 12′ 09″ nord, 1° 34′ 35″ ouest | Monument à Jacques Cassard                     |
| Cadran solaire                                         | Onelio Vignando                  | Dans le jardin des Cinq Sens                                            | | 1980         | 47° 12′ 27″ nord, 1° 32′ 02″ ouest | Cadran solaire                                 |
| La Danse                                               | Charles Correia                  | Rue Scribe                                                              | | 1981         | 47° 12′ 50″ nord, 1° 33′ 43″ ouest | La Danse                                       |
| Michel Ardan                                           | Jacques Raoult                   | Médiathèque Jacques-Demy                                                | Représente Michel Ardan. | 1981         | 47° 12′ 42″ nord, 1° 33′ 44″ ouest | Michel Ardan                                   |
| La Cigarière                                           | Jacques Raoult                   | Sur la place de la Manu                                                 | | 1983         | 47° 13′ 12″ nord, 1° 32′ 08″ ouest | La Cigarière                                   |
| Les compagnons du travail                              | Gaston Watkin                    | Allée de la Cigarière, Manufacture des tabacs                           | | 1983         | 47° 13′ 11″ nord, 1° 32′ 07″ ouest | Les compagnons du travail                      |
| La Petite Fille                                        | Jacques Raoult                   | Manufacture des tabacs, cour Jules-Durand                               | | 1983         | 47° 13′ 12″ nord, 1° 32′ 13″ ouest | La Petite Fille                                |
| Statue d'Henri le Navigateur                           | Franco de Souza                  | Sur la place du Commerce                                                | Représente Henri le Navigateur. | 1985         | 47° 12′ 47″ nord, 1° 33′ 30″ ouest | Image manquante                                |
| Le Penseur                                             | Bernard Barto et Clotilde Barto  | Médiathèque Jacques-Demy                                                | | 1985         | 47° 12′ 41″ nord, 1° 33′ 45″ ouest | Le Penseur                                     |
| À la mémoire d'un fleuve                               | Jacques Raoult                   | Dans le square de la Délivrance                                         | | 1987         | 47° 12′ 39″ nord, 1° 31′ 29″ ouest | Image manquante                                |
| Portail 0°-90°, Portail 8°-98°                         | François Morellet                | Hôtel de région                                                         | | 1987         | 47° 12′ 42″ nord, 1° 31′ 34″ ouest | Portail 0°-90°, Portail 8°-98°                 |
| Statue de l'amiral Louis Charles du Chaffault de Besné | Albert Leclerc                   | Sur la place de Jacksonville                                            | Représente Louis Charles du Chaffault de Besné. L'œuvre date de 1936. | 1989         | 47° 12′ 24″ nord, 1° 34′ 24″ ouest | Image manquante                                |
| Deux Lions de pierre                                   | Mourad Horch                     | Dans le square Faustin-Hélie                                            | Ornaient jusqu'en 2010, l'entrée principale de l'ancien palais de justice attenant. | 1991         | 47° 13′ 04″ nord, 1° 33′ 46″ ouest | Deux Lions de pierre                           |
| L'Homme qui marche                                     | Gérard Voisin                    | Sur la place Pirmil                                                     | | 1992         | 47° 11′ 51″ nord, 1° 32′ 35″ ouest | L'Homme qui marche                             |
| Le Port de Nantes, 1785                                | Robert Daffort                   | Rue des Acadiens                                                        | peinture murale. | 1993         | 47° 12′ 08″ nord, 1° 34′ 40″ ouest | Le Port de Nantes, 1785                        |
| Algues                                                 | Atelier de Launay                | Sur la placette du Jamet                                                | | 1994         | 47° 12′ 21″ nord, 1° 36′ 21″ ouest | Image manquante                                |
| Lignes                                                 | Guest                            | Intersection du boulevard Guy-Mollet et du boulevard Martin-Luther-King | | 1994         | 47° 15′ 07″ nord, 1° 33′ 11″ ouest | Image manquante                                |
| Les Signes du zodiaque artistique                      | Milan Vukotic                    | Mairie annexe de Doulon, rue Joseph-Doury                               | peinture murale. | 1994         | 47° 13′ 38″ nord, 1° 31′ 07″ ouest | Les Signes du zodiaque artistique              |
| Structures astronomiques                               | Jean-Michel Ansel                | Dans le square Marcel-Moisan                                            | | 1994         | 47° 12′ 08″ nord, 1° 34′ 38″ ouest | Image manquante                                |
| Le Toucan à bec caréné                                 | Alain Thomas                     | Rue Fanny-Peccot                                                        | peinture murale. | 1996         | 47° 13′ 03″ nord, 1° 33′ 14″ ouest | Le Toucan à bec caréné                         |
| Au salut de Glenmor                                    | Patrick Douet                    | Sur la placette Adour                                                   | | 1997         | 47° 12′ 24″ nord, 1° 36′ 31″ ouest | Au salut de Glenmor                            |
| Îles de Loire mur d'esquisse                           | Jacques Raoult                   | Pointe de l'île de Nantes, cours de la Prairie-d'Amont                  | | 1999         | 47° 12′ 36″ nord, 1° 31′ 30″ ouest | Îles de Loire mur d'esquisse                   |
| Barbara                                                | Jeanne Merlet                    | Allée Barbara                                                           | | 2000         | 47° 15′ 58″ nord, 1° 31′ 23″ ouest | Barbara                                        |
| Pierre méditative                                      | Jean-Claude Lambert              | Dans le parc du Grand-Blottereau                                        | | 2001         | 47° 13′ 47″ nord, 1° 30′ 38″ ouest | Pierre méditative                              |
| Anne de Bretagne                                       | Jean Fréour                      | Sur la place Marc-Elder                                                 | Représente Anne de Bretagne. | 2002         | 47° 13′ 00″ nord, 1° 33′ 02″ ouest | Anne de Bretagne                               |
| Maternité                                              | Gérard Voisin                    | À déterminer                                                            | | 2002         | 47° 12′ 05″ nord, 1° 34′ 39″ ouest | Maternité                                      |
| Statue d'Aristide Briand                               | Jacques Raoult                   | Sur la place Aristide-Briand                                            | Représente Aristide Briand. | 2005         | 47° 13′ 02″ nord, 1° 33′ 45″ ouest | Image manquante                                |
| Jules Verne Jeune,                                     | Élisabeth Cibot                  | Dans le square Commandant-Aubin                                         | | 2005         | 47° 12′ 08″ nord, 1° 34′ 36″ ouest | Jules Verne Jeune                              |
| Nemo,                                                  | Élisabeth Cibot                  | Dans le square Commandant-Aubin                                         | | 2005         | 47° 12′ 08″ nord, 1° 34′ 36″ ouest | Nemo                                           |
| Les Anneaux                                            | Daniel Buren et Patrick Bouchain | Sur la quai des Antilles                                                | Installés pour Estuaire 2007. | 2007         | 47° 12′ 07″ nord, 1° 34′ 22″ ouest | Les Anneaux                                    |
| Nymphéa                                                | Ange Leccia                      | Tunnel Saint-Félix                                                      | Projection vidéo ; installée pour Estuaire 2007. | 2007         | 47° 12′ 57″ nord, 1° 32′ 50″ ouest | Nymphéa                                        |
| L'Absence                                              | Atelier Van Lieshout             | 6 quai François-Mitterrand                                              | Installé pour Estuaire 2009. | 2009         | 47° 12′ 27″ nord, 1° 33′ 26″ ouest | L'Absence                                      |
| Statue du général Charles de Gaulle                    | Françoise Boudier                | Cours des 50-Otages                                                     | Représente Charles de Gaulle. | 2010         | 47° 13′ 13″ nord, 1° 33′ 18″ ouest | Image manquante                                |
| De temps en temps                                      | François Morellet                | Bâtiment Harmonie atlantique                                            | Œuvre lumineuse ; installée pour Estuaire 2012. | 2012         | 47° 12′ 28″ nord, 1° 33′ 52″ ouest | De temps en temps                              |
| Lunar Tree                                             | Mrzyk & Moriceau                 | Dans le square Maurice-Schwob                                           | Installée pour Estuaire 2012. | 2012         | 47° 12′ 04″ nord, 1° 34′ 53″ ouest | Lunar Tree                                     |
| Mètre à ruban                                          | Lilian Bourgeat                  | Rue La-Noue-Bras-de-Fer                                                 | Installée pour Estuaire 2012. | 2012         | 47° 12′ 25″ nord, 1° 33′ 45″ ouest | Mètre à ruban                                  |
| Un arbre, la forêt                                     | Éric Fonteneau                   | Dans le square Élisa-Mercœur                                            | Remplace la Fontaine de verre du même artiste. | 2013         | à géolocaliser                     | Un arbre, la forêt                             |
| Athlète au repos                                       | À déterminer                     | Stade de Procé                                                          | | À déterminer | 47° 13′ 31″ nord, 1° 34′ 51″ ouest | Image manquante                                |
| La Botanique                                           | Jean-Baptiste Baujault           | Dans le parc de Procé                                                   | Érigée en 1878 sur la grande terrasse du palais du Trocadéro à Paris. | À déterminer | 47° 13′ 33″ nord, 1° 34′ 58″ ouest | La Botanique                                   |
| Buste de Laennec                                       | À déterminer                     | 2 rue Gaston-Veil                                                       | Le buste représente René-Théophile-Hyacinthe Laennec. Le médaillon le représente avec son oncle Guillaume Laennec en arrière-plan.                                                                                              | À déterminer | 47° 12′ 41″ nord, 1° 33′ 22″ ouest | Image manquante                                |
| Buste de Louis Pergaud                                 | À déterminer                     | École Louis-Pergaud                                                     | Représente Louis Pergaud. | À déterminer | 47° 16′ 07″ nord, 1° 31′ 11″ ouest | Image manquante                                |
| Cyprès de l'eau                                        | Guillaume Castel                 | Dans le parc de la Beaujoire                                            | | À déterminer | 47° 15′ 44″ nord, 1° 31′ 49″ ouest | Image manquante                                |
| Le Lac de Grand-Lieu                                   | Étienne-Édouard Suc              | Dans le parc de Procé                                                   | | À déterminer | 47° 13′ 28″ nord, 1° 35′ 03″ ouest | Le Lac de Grand-Lieu                           |
| La Loire                                               | Étienne-Édouard Suc              | Dans le parc de Procé                                                   | | À déterminer | 47° 13′ 27″ nord, 1° 35′ 03″ ouest | La Loire                                       |
| La Moisson                                             | Jean-Paul Aubé                   | Dans le parc de Procé                                                   | Érigée en 1878 sur la grande terrasse du palais du Trocadéro à Paris. | À déterminer | 47° 13′ 32″ nord, 1° 34′ 55″ ouest | La Moisson                                     |
| Monument à Saint-Donatien et Saint-Rogatien            | Joseph Vallet                    | Rue Dufour                                                              | | À déterminer | 47° 13′ 29″ nord, 1° 32′ 42″ ouest | Monument à Saint-Donatien et Saint-Rogatien    |
| L'Océan                                                | Étienne-Édouard Suc              | Dans le parc de Procé                                                   | | À déterminer | 47° 13′ 26″ nord, 1° 35′ 03″ ouest | L'Océan                                        |
| Les Otages                                             | Jules Paressant                  | Champ de tir du Bêle, rue Claude-et-Simone-Millot                       | | À déterminer | 47° 15′ 37″ nord, 1° 30′ 45″ ouest | Les Otages                                     |
| La Palabre                                             | Axel Cassel                      | Cité des congrès                                                        | | À déterminer | 47° 12′ 48″ nord, 1° 32′ 36″ ouest | La Palabre                                     |
| Philippe Leclerc de Hauteclocque                       | Henry Murail                     | Dans le square Amiral-Halgan                                            | Représente Philippe Leclerc de Hauteclocque. | À déterminer | 47° 13′ 03″ nord, 1° 33′ 17″ ouest | Philippe Leclerc de Hauteclocque               |
| Plante imaginaire                                      | Patrick Corillon                 | Sur la place Sainte-Élisabeth                                           | | À déterminer | 47° 13′ 09″ nord, 1° 33′ 41″ ouest | Image manquante                                |
| La Sculpture                                           | Vital Gabriel Dubray             | Dans le parc de Procé                                                   | Érigée en 1878 sur la grande terrasse du palais du Trocadéro à Paris. | À déterminer | 47° 13′ 31″ nord, 1° 34′ 59″ ouest | La Sculpture                                   |
| Sculptures                                             | Jules Paressant                  | Dans le parc floral de la Beaujoire                                     | Plusieurs sculptures dans le parc. | À déterminer | à géolocaliser                     | Image manquante                                |
| Window on the Mind                                     | Park Chang-kab                   | Dans le parc du Grand-Blottereau                                        | | À déterminer | 47° 13′ 49″ nord, 1° 30′ 25″ ouest | Window on the mind                             |

### Monuments aux morts
| Œuvre                                            | Auteur                                                            | Localisation | Notes | Installation | Coordonnées                        | Illustration                                      |
| ------------------------------------------------ | ----------------------------------------------------------------- | --- | ----- | ------------ | ---------------------------------- | ------------------------------------------------- |
| La Délivrance.                                   | Émile Oscar Guillaume                                             | Dans le square du Maquis-de-Saffré. Entre 1987 et 2018, elle fut placée dans un square situé à proximité de l'hôtel de région |       | À déterminer | 47° 13′ 21″ nord, 1° 33′ 08″ ouest | La Délivrance                                     |
| Monument aux 50-Otages                           | Marcel Fradin et Jean Mazuet                                      | Sur l'esplanade des Cinq-communes-Compagnon-de-la-Libération                                                                  |       | À déterminer | 47° 13′ 14″ nord, 1° 33′ 16″ ouest | Monument aux 50 Otages, Nantes                    |
| Monument commémoratif aux déportés et résistants | À déterminer                                                      | Champ de tir du Bêle, rue Claude-et-Simone-Millot                                                                             |       | À déterminer | 47° 15′ 38″ nord, 1° 30′ 45″ ouest | Monument commémoratif aux Déportés et Résistants  |
| Monument aux martyrs nantais et vendéens         | À déterminer                                                      | 7 rue des Martyrs |       | À déterminer | 47° 13′ 01″ nord, 1° 34′ 34″ ouest | Monument aux martyrs nantais et vendéens          |
| Monument aux morts de la guerre de 1870          | Georges Bareau Charles Lebourg Louis Baralis Henri Émile Allouard | Cours Saint-Pierre |       | 1897         | 47° 13′ 03″ nord, 1° 32′ 53″ ouest | Monument aux morts de la guerre de 1870           |
| Monument aux morts de la guerre de 1914-1918     | Camille Robida                                                    | Sur le quai Ceineray |       | À déterminer | 47° 13′ 17″ nord, 1° 33′ 05″ ouest | Monument aux morts de la Première Guerre mondiale |
| Monument aux morts de la guerre d'Algérie        | Agence Roulleau Architectes                                       | Sur la place Général-Sarrail                                                                                                  |       | À déterminer | 47° 11′ 42″ nord, 1° 32′ 44″ ouest | Image manquante                                   |

### Fontaines
| Œuvre                            | Auteur                                                                   | Localisation                              | Notes | Installation         | Coordonnées                        | Illustration                            |
| -------------------------------- | ------------------------------------------------------------------------ | ----------------------------------------- | --- | -------------------- | ---------------------------------- | --------------------------------------- |
| Fontaine de la place Royale      | Henri-Théodore Driollet, Daniel Ducommun du Locle et Guillaume Grootaërs | Sur la place Royale                       | | 1865                 | 47° 12′ 52″ nord, 1° 33′ 30″ ouest | Fontaine de la place Royale             |
| Fontaine Wallace                 | Charles-Auguste Lebourg                                                  | Cours Cambronne                           | | 1872                 | 47° 12′ 43″ nord, 1° 33′ 49″ ouest | Fontaine Wallace, cours Cambronne       |
| Fontaine Wallace                 | Charles-Auguste Lebourg                                                  | Dans le jardin des plantes                | | 1872                 | 47° 13′ 07″ nord, 1° 32′ 33″ ouest | Fontaine Wallace, jardin des plantes    |
| Fontaine Wallace                 | Charles-Auguste Lebourg                                                  | Dans le jardin des plantes                | | 1872                 | 47° 13′ 14″ nord, 1° 32′ 33″ ouest | Fontaine Wallace, jardin des plantes    |
| Fontaine Wallace                 | Charles-Auguste Lebourg                                                  | Dans le parc de la Gaudinière             | | 1872                 | 47° 14′ 41″ nord, 1° 34′ 42″ ouest | Fontaine Wallace, parc de la Gaudinière |
| Fontaine Wallace                 | Charles-Auguste Lebourg                                                  | Sur la place de la Bourse                 | | 1872                 | 47° 12′ 46″ nord, 1° 33′ 32″ ouest | Fontaine Wallace, place de la Bourse    |
| Bassin de la place Duchesse-Anne | F. David                                                                 | Dans le jardin d'enfants du parc de Procé | Installée avant 1913, place Duchesse-Anne, il accueillit cette année-là en son centre un groupe statuaire dit « des baigneuses » jusqu'en 1929, date à laquelle l'ensemble fut démonté pour les travaux de creusement du tunnel Saint-Félix. Entreposé durant quelques années dans les douves du château des ducs, le groupe statuaire disparut sans laisser de trace. Seul le bassin fut remonté à son emplacement actuel. | À déterminer         | 47° 13′ 20″ nord, 1° 34′ 53″ ouest | Image manquante                         |
| Fontaine du Bon Pasteur          | Mourad Horch                                                             | Dans le parc de la Moutonnerie            | Installée place du Bon-Pasteur en 1979. | Dans les années 2000 | 47° 13′ 15″ nord, 1° 32′ 00″ ouest | Image manquante                         |
| Fontaine de Pirmil               | Mourad Horch                                                             | Sur la place Pirmil                       | | 1979                 | 47° 11′ 53″ nord, 1° 32′ 30″ ouest | Image manquante                         |
| Fontaine musicale                | Onelio Vignando                                                          | Dans le jardin des Cinq Sens              | | 1980                 | 47° 12′ 26″ nord, 1° 32′ 01″ ouest | Image manquante                         |
| Fontaine de verre                | Éric Fonteneau                                                           | Dans le square Élisa-Mercœur              | Démontée en 2012 pour restauration lors de la restructuration du square. Nouveau lieu d'affectation non encore défini. | 1993                 | 47° 12′ 53″ nord, 1° 33′ 00″ ouest | Fontaine de verre                       |
| Fontaine                         | À déterminer                                                             | Sur la place Graslin                      | | 2012                 | 47° 12′ 47″ nord, 1° 33′ 44″ ouest | Fontaine, place Graslin                 |
| Fontaine                         | À déterminer                                                             | Cours des 50-Otages                       | | À déterminer         | 47° 13′ 03″ nord, 1° 33′ 18″ ouest | Image manquante                         |
| Fontaine                         | À déterminer                                                             | Sur la place de l'Écluse                  | | À déterminer         | 47° 12′ 59″ nord, 1° 33′ 23″ ouest | Image manquante                         |
| Fontaine                         | Delphine Deltombe                                                        | Dans le square du Lait-de-mai             | | À déterminer         | 47° 12′ 43″ nord, 1° 32′ 54″ ouest | Image manquante                         |
| Fontaine des roses parfumées     | Jacques Raoult                                                           | Dans le parc de la Beaujoire              | | À déterminer         | 47° 15′ 46″ nord, 1° 32′ 09″ ouest | Image manquante                         |
| Fontaine sphérique               | Jean-Pierre Choveau                                                      | Sur la place du Martray                   | | À déterminer         | 47° 13′ 13″ nord, 1° 33′ 39″ ouest | Image manquante                         |
| Sculpture Fontaine               | Gustave Tiffoche                                                         | Dans le parc de la Beaujoire              | | À déterminer         | 47° 15′ 41″ nord, 1° 32′ 02″ ouest | Image manquante                         |

### Œuvres disparues ou retirées
| Œuvre                                | Auteur                  | Localisation                                      | Notes | Installation | Coordonnées                        | Illustration                     |
| ------------------------------------ | ----------------------- | ------------------------------------------------- | --- | ------------ | ---------------------------------- | -------------------------------- |
| Buste de Jacques-Gilles Maisonneuve, | Charles-Auguste Lebourg | Hôtel-Dieu                                        | Représentait Jacques-Gilles Maisonneuve. Fondue sous le régime de Vichy, dans le cadre de la mobilisation des métaux non ferreux. | 1901         | à géolocaliser                     | Image manquante                  |
| Les Mouflons à manchettes d'Algérie  | Charles Valton          | Dans le jardin des plantes                        | Fondue sous le régime de Vichy, dans le cadre de la mobilisation des métaux non ferreux. Le piédestal reste vide. | 1908         | 47° 13′ 11″ nord, 1° 32′ 34″ ouest | Image manquante                  |
| Statue d'Adolphe Billault,           | Amédée Ménard           | Dans le parc du musée départemental Thomas-Dobrée | Représentait Adolphe Billault. Érigée en 1867 sur la place La Fayette renommée par la suite place Aristide-Briand, devant le palais de justice. Elle est retirée en 1872 et entreposée dans les caves du palais de justice. Fondue sous le régime de Vichy, dans le cadre de la mobilisation des métaux non ferreux. | 1923         | à géolocaliser                     | Image manquante                  |
| Buste de Louis Schloessinger,        | Louis Mahé              | Sur le rond-point du Petit-Port                   | Fondu sous le régime de Vichy, dans le cadre de la mobilisation des métaux non ferreux. | 1934         | à géolocaliser                     | Image manquante                  |
| L'attente occupée par une assise     | Liliana Moro            | Sur la place Alexandre-Vincent                    | | 2002         | 47° 13′ 57″ nord, 1° 34′ 36″ ouest | L'attente occupée par une assise |
| Fontaine                             | Yann Kersalé            | Dans le square Fleuriot-de-Langle                 | La construction d'un immeuble occupant l'essentiel de la surface du square a entrainé la destruction de la fontaine. | À déterminer | 47° 12′ 50″ nord, 1° 33′ 26″ ouest | Image manquante                  |